# Kvantna hemija
Kvantna hemija je grana fizičke hemije čiji je primarni fokus na primeni kvantne mehanike u fizičkim modelima i eksperimentima hemijskih sistema. Ona se sastoji od tesne sprege eksperimentalnih i teoretskih metoda. Eksperimentalna kvantna hemija je veoma zavisna od spektroskopije, putem koje se može dobiti informacija o energiji kvantizacije na molekulskim razmerama. Metodi u čestoj upotrebi su infracrvena (IR) spektroskopija i nuklearno magnetno rezonantna (NMR) spektroskopija. Teoretska kvantna hemija, koja je u znatnoj meri obuhvaćena računarskom hemijom, se bavi proračunavanjem predviđanja kvantne teorije, kao što su diskretne energije atoma i molekula. U slučajevima poliatomskih sistema rešavaju se problemi mnoštava tela. Ti proračuni se izvode koristeći računare, pošto primena analitičkih metoda nije praktična.
Kvantna hemija istražuje hemijske fenomene. U reakcijama, kvantna hemija izučava pored osnovnog stanja pojedinačnih atoma i molekula, pobuđena i prelazna stanja hemijskih reakcija. U proračunima kvantno hemijske studije takođe koriste semiempirijske i druge metode bazirane na kvatno mehaničkim principima, i bave se vremenski zavisnim problemima. Mnoge kvantno hemijske studije polaze od pretpostavke da su atomska jezgra u mirovanju (Bor–Openhajmerova aproksimacija). Znatan broj proračuna koristi iterativne pristupe koji obuhvataju samokonzistentne metode polja. Jedan od glavnih ciljeva kvantne hemije je poboljšanje preciznosti rezultata na sistemima malih molekula, kao i povećanje veličine molekula koji se mogu tretirati.

## Istorija
Neki smatraju da rođenje kvantne hemije predstavlja otkriće Šredingerove jednačine i njena primena na atom vodonika 1926. Prema drugima publikacija Voltera Hajtlera (1904–1981) i Frica Londona iz 1927. godine, zapravo predstavlja prvu prekretnicu u istoriji kvantne hemije. To je bila prva primena kvantne mehanike na diatomski vodonični molekul, i stoga na fenomen hemijske veze. U narednim godinama je ostvaren znatan progres zahvaljujući doprinosima Edvarda Telera, Roberta Malikena, Maksa Bora, Roberta Openhajmera, Lajnusa Polinga, Eriha Hukela, Daglasa Hartrija, Vladimira Foka, između ostalih. Istorija kvantne hemije isto tako obuhvata otkriće katodnih zraka Majkla Faradeja iz 1838. godine, Gustaf Kirhofovo formulisanje problema zračenja crnog tela iz 1859, sugestiju Ludviga Bolcmana iz 1877. godine da energetska stanja fizičkog sistema mogu da budu diskretna, i kvantnu hipotezu Maksa Planka iz 1900. godine prema kojoj se energija emitujućeg atomskog sistema može teoretski podeliti u više diskretnih energijskih elemenata ε, takvih da je svaki od tih energijskih elements proporcionalan sa frekvencijom ν sa kojom svaki individualno emituje energiju. On je isto tako definisao numeričku vrednost koja se naziva Plankova konstanta. Zatim je 1905. godine, da bi objasnio fotoelektrični efekat (1839), i.e., pri čemu obasjavanje pojedinih materijala dovodi do izbacivanja elektrona sa njihove površine, Albert Ajnštajn postulirao, na bazi Plankove kvantne hipoteze, da se samo svetlo sastoji od individualnih kvantnih čestica, koje su kasnije nazvane fotonima (1926). Tokom narednih godina, ova teoretska osnova je polako počela da nalazi primenu u hemijskim strukturama, reaktivnosti i vezivanju. Verovatno najveći doprinos polju je napravio Lajnus Poling.

## Elektronska struktura
Prvi korak u rešavanju kvantno hemijskog problema je obično rešavanje Šredingerove jednačine (ili Dirakove jednačine u relativističkoj kvantnoj hemiji) pomoću elektronskog molekularnog Hamiltonijana. To se zove određivanjem elektronske strukture molekula. Može se reći da elektronska struktura molekula ili kristala podrazumeva esencijalno njegova hemijska svojstva. Precizno rešenje Šredingerove jednačine se jedino može dobiti za atom vodonika (iako su egzaktna rešenja za energije vezanog stanja vodoničnog molekularnog jona bila identifikovana u smislu generalizovane Lambertove W funkcije). Svi drugi atomski ili molekulski sistemi obuhvataju kretanje tri ili više „čestica” i stoga se njihove Šredingerove jednačine ne mogu egzaktno rešiti, već se približna rešenja moraju tražiti.

### Talasni model
Osnova kvantne mehanike i kvantne hemije je talasni model, u kome je atom malo, gusto, pozitivno naelektrisano jezgro okruženo elektronima. Talasni model je izveden iz talasne funkcije, seta mogućih jednačina izvedenih iz vremenske evolucije Šredingerove jednačine koji je primenjen na talasastu distribuciju verovatnoće subatomskih čestica. Za razliku od ranijeg Borovog modela atoma, međutim, talasni model opisuje elektrone kao „oblake” koji se kreću u orbitalama, a njihove pozicije su predstavljene pomoću raspodela verovatnoće umesto diskretnih tačaka. Jačina ovog modela leži u njegovoj prediktivnoj moći. Specifično, on predviđa obrasce hemijski sličnih elemenata sa onima koji se nalaze u periodnom sistemu. Talasni model je tako nazvan jer elektroni ispoljavaju svojstva (kao što je interferencija) tradicionalno asocirana sa talasima. Pogledajte talasno-korpuskularnu dualnost. U ovom modelu, kad se reši Šredingerova jednačina za atom vodonika, dobijaju se rešenja zavisna od izvesnih brojeva, koji se nazivaju kvantnim brojevima. Oni opisuju orbitalu, najverovatniji prostor u kojem elektron može da bude. Oni su n, glavni kvantni broj, za energiju, l, ili sekundarni kvantni broj, koji je u korelaciji sa ugaonim momentom, ml za orijentaciju, i ms za spin. Ovaj model može da objasni nove linije koje se pojavljuju u atomskoj spektroskopiji. Za multielektronske atome neophodno je da se uvedu dodatna pravila, kao što je da elektroni popunjavaju orbitale na takav način da se minimizuje energija atoma u redosledu rastuće energije, Paulijev princip isključenja, Hundovo pravilo, i Paulijev princip.

### Valentne veze
Iako je matematičku osnovu kvantne hemije postavio Šredinger 1926. godine, generalno je prihvaćeno da je prvi pravi proračun u kvantnoj hemiji bio je onaj koji su izveli nemački fizičari Volter Hajtler i Fric London na molekulu vodonika (2) 1927. godine. Metod Hajtlera i Londona su proširili američki teoretski fizičar Džon Slejter i američki teoretski hemičar Lajnus Poling i formirali metod valence-veze, ili Hajtler–London–Slejter–Poling (HLSP) method. U tom metodu, pažnja je prvenstveno posvećena parnim interakcijama između atoma, te je stoga taj metod u dobroj korelaciji sa klasičnim hemijskim prikazima veza. On stavlja fokus na to kako se atomske orbitale atoma kombinuju da daju pojedinačne hemijske veze kada se formira molekul, inkorporirajući dva ključna koncepta hibridizaciju orbitala i rezonanciju.

### Molekularna orbitala
Jedan alternativni pristup su razvili Fridrih Hund i Robert Maliken 1929. godine, u kome su elektroni opisani matematičkim funkcijama delokalizovanim preko celokupnog molekula. Hund–Malikenov pristup ili metod molekularnih orbitala (MO) je manje intuitivan za hemičare, ali se ispostavilo da može da predvidi spektroskopska svojstva bolje od VB metoda. Ovaj pristup je konceptualna baza Hartri–Fokovog metoda i daljih post-Hartri–Fokovih metoda.

### Теоrija funkcionalnosti gustine
Tomas–Fermijev model su nezavisno razvili Tomas i Fermi 1927. godine. To je bio prvi pokušaj da se opiše sistem sa mnoštvom elektrona na bazi elektronske gustine umesto talasnih funkcija, mada on nije bio veoma uspešan u tretiranju celokupnih molekula. Metod je pružio osnovu za ono što je sad poznato kao teorija funkcionalnosti gustine (engl. Density functional theory - DFT). Današnja DFT koristi Kon–Šamov method, gde su funkcionalnosti gustine podeljene u četiri člana; Kon–Šamovu kinetičku energiju, spoljašnji potencijal, energije razmene i korelacije. Veliki deo fokusa u DFT razvoju je na poboljšanju članova razmene i korelacije. Mada je ovaj metod manje razvijen od Hartri-Fokovog metoda, njegovi znatno niži računarski zahtevi (tipično se ne skalira gore od n3 u odnosu na n baznih funkcija, za čiste funkcionale) dozvoljavaju da se primeni na veće poliatomske molekule i čak makromolekule. Ova pristupačnost izračunavanja i često uporediva preciznost sa MP2 i CCSD(T) (post-Hartri–Fok metodima) je učinila ovaj pristup jednim od najpopularnijih metoda u računarskoj hemiji.

## Hemijska dinamika
Dalji korak se može sastojati u rešavanju Šredingerove jednačine sa ukupnim molekularnim Hamiltonijanom da bi se studiralo kretanje molekula. Direktno rešavanje Šredingerove jednačine se naziva kvantno molekularna dinamika unutar poluklasične aproksimacije poluklasične molekularne dinamike, a u okviru klasične mehanike molekularna dinamika (MD). Statistički pristupi, koristeći na primer Monte Karlo metode, su isto tako mogući.

### Adijabatska hemijska dinamika
U adijabatskoj dinamici, interatomske interakcije se predstavljaju sa pojedinačnim skalarnim potencijalima zvanim površine potencijalne energije. To je Bor-Openhajmerova aproksimacija koju su uveli Bor i Openhajmer 1927. godine. Pionirske primene ovog pristupa u hemiji su uradili Rajs i Ramsperger 1927. i Kasel 1928. godine, a generalizaciju u RRKM teoriju je 1952. godine sproveo Rudolf Markus polazeći od Ejringove teorije prelaznog stanja iz 1935. godine. Ovi metodi omogućavaju jednostavne procene unimolekularnih reakcionih brzina polazeći od nekoliko karakteristika površine potencijala.

### Neadijabatska hemijska dinamika
Neadijabatska dinamika se sastoji od izučavanja interakcija između nekoliko spregnutih površina potencijalne energije (koje korespondiraju različitim elektronskim kvantnim stanjima molekula). Članovi sprezanja se nazivaju vibronskim spregama. Pionirske radove u ovom polju su objavili Štikelberg, Landau, i Zener tokom 1930-ih, i njihov doprinos se naziva Landau–Zenerovom tranzicijom. Njihova formula omogućava da tranzicije verovatnoće između dve krive dijabatskih potencijala u susedstvu izbegavanih prelaza budu izračunate. Spinski zabranjene reakcije su jedan tip neadijabatskih reakcija gde se javlja bar jedno naelektrisanje u spin stanju pri napredovanju od reaktanta do produkta.

## Literatura
- Schrödinger, Erwin (1982). Collected Papers on Wave Mechanics: Third Edition. American Mathematical Soc. ISBN 978-0-8218-3524-1.
- Atkins, P.W. Physical Chemistry. Oxford University Press. ISBN 978-0-19-879285-7.
- Atkins, P.W.; Friedman, R. (2008). Quanta, Matter and Change: A Molecular Approach to Physical Change. ISBN 978-0-7167-6117-4.
- Pullman, Bernard; Pullman, Alberte (1963). Quantum Biochemistry. New York and London: Academic Press. ISBN 978-90-277-1830-3.
- Scerri, Eric R. (2006). The Periodic Table: Its Story and Its Significance. Oxford University Press. ISBN 978-0-19-530573-9. Considers the extent to which chemistry and especially the periodic system has been reduced to quantum mechanics.
- Kostas Gavroglu, Ana Simões (2011). NEITHER PHYSICS NOR CHEMISTRY.A History of Quantum Chemistry. MIT Press. ISBN 978-0-262-01618-6.
- McWeeny, R. Coulson's Valence. Oxford Science Publications. ISBN 978-0-19-855144-7.
- Karplus M., Porter R.N. Atoms and Molecules. An introduction for students of physical chemistry, Benjamin–Cummings Publishing Company. . 1971. ISBN 978-0-8053-5218-4. Недостаје или је празан параметар |title= (помоћ)
- Szabo, Attila; Ostlund, Neil S. (1996). Modern Quantum Chemistry: Introduction to Advanced Electronic Structure Theory. Dover. ISBN 978-0-486-69186-2.
- Landau, L.D.; Lifshitz, E.M. Quantum Mechanics:Non-relativistic Theory. Course of Theoretical Physic. 3. Pergamon Press. ISBN 978-0-08-019012-9.
- Levine, I. (2008). Physical Chemistry (6th изд.). McGraw–Hill Science. ISBN 978-0-07-253862-5.
- Pauling, L. (1954). General Chemistry. Dover Publications. ISBN 978-0-486-65622-9.
- Pauling, L.; Wilson, E. B. (1963). Introduction to Quantum Mechanics with Applications to Chemistry. Dover Publications. ISBN 978-0-486-64871-2.
- Simon, Z. (1976). Quantum Biochemistry and Specific Interactions. Taylor & Francis. ISBN 978-0-85626-087-2.

## Spoljašnje veze
- The Sherrill Group – Notes
- ChemViz Curriculum Support Resources
- Early ideas in the history of quantum chemistry
- The Particle Adventure

### Nobelova predavanja iz oblasti kvantne hemije
- Volter Konovo nobelovo predavanje
- Rudolf Markusovo nobelovo predavanje
- Robert Malikenovo nobelovo predavanje
- Lajnus Polingovo nobelovo predavanje Архивирано на веб-сајту  (27. август 2008)
- Džon Poplovo nobelovo predavanje